# 醫學共識
醫學共識是医学界就有關医学知识的公开声明，即代表醫學界专家一致同意就以证据为基础和技術發展現狀（state-of-the-science）作出的醫學建識的共識。 其主要目标是，向医生咨询有關最佳和最可接受的方法诊断和治疗疾病，或作出醫學决策。因此，它通常被认为是具权威、基於社群的共识决策過程。

## 方法
達成醫學共識的方法有很多。最常用的方法是，召集一個獨立的專家小組，該專家小組一般是由醫學專業組織或政府機構組成，經審視有關醫學的科學研究、數據及案例後，作出的醫學共識。
由於共識聲明，是根據當時的知識，就特定醫學範圍已而。因此，醫學共識，需要不斷審視及更新。
共识声明不同于医学指南，雖然兩者都是按技術發展現狀作出的醫學公眾聲明。根据 美國國家衛生院NIH 的说法: 『共识声明是综合了新的資訊，主要来自最近或正进行中的医学研究，而\这些資訊，对重新评估常规医疗实践具有影响。但是，他们没有给出具體的方法或實踐指南。』

## 外部連結
- 美国预防服务工作组 （页面存档备份，存于）
- 社区预防服务指南
- 医学研究所 （页面存档备份，存于）
- 科克伦 （页面存档备份，存于）
- NIH 共识发展会议档案 （页面存档备份，存于）（截至 2013 年项目结束）